# Chardon, Ohio
Chardon là một thành phố thuộc quận Geauga, tiểu bang Ohio, Hoa Kỳ. Năm 2010, dân số của thành phố này là 5148 người.

## Dân số
- Dân số năm 2000: 5156 người.
- Dân số năm 2010: 5148 người.